# José López Mendoza García
José López Mendoza García, O.S.A. (Frías, Burgos, 4 de febrero de 1848-Pamplona, 31 de enero de 1923) fue un obispo católico español. Fue obispo de Jaca (1891-1900) y obispo de Pamplona (1900-1923).

## Biografía
José nació en la localidad burgalesa de Frías en 1848. Sus padres fueron de Pedro López Mendoza y Josefa García. Tras completar la enseñanza primaria en su pueblo, cuando contaba doce años se trasladó a Burgos, donde ingresó en el seminario conciliar para realizar los estudios filosóficos. El 9 de septiembre de 1866 ingresó en el Real Colegio Seminario de Filipinos, de la Orden Agustina, donde prosiguió sus estudios eclesiásticos, que completó en el monasterio de Santa María de La Vid (Burgos), donde se trasladó en 1869. Allí, durante sus últimos años de carrera, fue nombrado responsable de los hermanos legos, en todo lo relacionado con su instrucción, vigilancia y educación.
Concluidos sus estudios, fue ordenado sacerdote el 16 de marzo de 1872, y nombrado lector de Sagrada Teología (1872-1876). En 1877 se trasladó a Roma para realizar los estudios de la licenciatura en Derecho Canónico. Allí tuvo como profesor al canonista y cardenal Filippo de Angelis y fue condiscípulo de Giacomo Della Chiesa, futuro Benedicto XV, al que tuvo ocasión de abrazar años después, en la visita ad limina de 1917.
En 1879 regresó a España. Retomó su actividad docente y pastoral en el monasterio de Santa María de la Vid. En 1885 fue nombrado vicerrector del colegio Alfonso XII de El Escorial, donde fue redactor y colaborador de la revista La Ciudad de Dios y prosiguió su labor pastoral, con una elocuente oratoria, llegando a ser predicador supernumerario de la Real Capilla, el 7 de mayo de 1889.
En 1891 fue nombrado obispo de Jaca. Durante los nueve años en los que estuvo al frente de dicha diócesis (1891-1900), fundó el Círculo de Obreros Católicos y la Casa-asilo para ancianos desamparados, además de restaurar el Real Monasterio de San Juan de la Peña. Pero no supo ganarse la estima y el respeto entre sus diocesanos, siendo acusado de enemistarse contra las autoridades locales, por lo que fue promovido a la sede pamplonesa, en 1900. 
El papa León XIII le nombró obispo de Pamplona. El 11 de marzo de 1900 —tras hacer su entrada pública en la catedral de Pamplona— comenzó su gobierno al frente de la diócesis que se prolongaría durante veintitrés años, hasta su fallecimiento. Escribió más de cuatrocientas circulares y un buen número de pastorales entre las que destacan las conmemorativas de varios centenarios: Jubileo (1900), edicto de Milán (1913) y canonización de San Francisco Javier (1922).
Aunque su autoridad episcopal se vio atacada en varias ocasiones, supo defenderla e imponerla con fuerza y decisión. Entre otras decisiones llevadas a cabo: condenó el diario El Porvenir Navarro (1900), viéndose apoyado por una multitudinaria manifestación católica, que tuvo lugar el 9 de enero de 1900, y que contó con resonancia nacional; Retiró las licencias sacerdotales a cinco canónigos —Legaz, Garnica, Irujo, Hernán y Tirapu—, que habían acudido a protestar. El asunto se resolvió tras la intervención del arzobispo de Zaragoza; Destituyó fulminantemente a siete profesores del Seminario y Declaró al Diario de Navarra, un diario “rebelde a la autoridad eclesiástica y colocado en la pendiente del cisma”, ya que desde sus páginas había sostenido una campaña contra el Obispo (1905) a raíz de la no comparecencia del seminario en la consagración en Pamplona de dos obispos navarros —Francisco Javier Baztán Urniza y Eustaquio Ilundain—. Ello originó una oleada navarrista antiepiscopal. Finalmente, el director del diario Eustaquio Echauri Martínez se retractó.
La situación de López Mendoza se hizo tan tensa que escribió al cardenal secretario de Estado (1906) pidiendo su renuncia. En la carta afirma que se encuentra “colocado entre carlistas, integristas y liberales, e inculpado respectivamente como afiliado a uno de esos grupos según conviene a los otros. De aquí nace una situación comprometidísima”. Con todo, durante su gobierno apoyó e impulsó al catolicismo social, a través de la fundación de La Conciliación —una organización tripartita (obreros, patronos y protectores) que buscaba el bienestar moral y económico de la clase obrera—; el nacimiento de las Cajas Rurales; la erección de la Federación Católico-Social de Navarra —organización más poderosa e influyente del campo navarro—; la celebración de la VI Semana Social (1912). Además, dispuso que el boletín diocesano sirviera de crónica para todos los acontecimientos religiosos; puso a disposición del clero la biblioteca del seminario y nombró las comisiones preparatorias para convocar un sínodo (1917) que no llegó a celebrarse a causa de la promulgación del Código de Derecho Canónico.
Falleció en la capital navarra, el 31 de enero de 1923, cuatro días antes de cumplir 76 años.